# Staropoltavskij rajon
Lo Staropoltavskij rajon (in russo Старополтавский район?) è un rajon dell'oblast' di Volgograd, in Russia, il cui capoluogo è Staraja Poltavka. Istituito nel 1922, ricopre una superficie di 4.076 chilometri quadrati e nel 2021 ospitava una popolazione di circa 17.200 abitanti.

## Villaggi
- Char'kovka